# Mons Expo
 (avril 2025).
Mons Expo ou Lotto Mons Expo est un hall multifonctionnel situé non loin du centre de la ville de Mons au cœur du site dénommé Les Grands Prés. Il cohabite actuellement avec le Parc Scientifique Initialis, le Complexe cinématographique Imagix, et la galerie commerciale des Grands Prés.

## Description

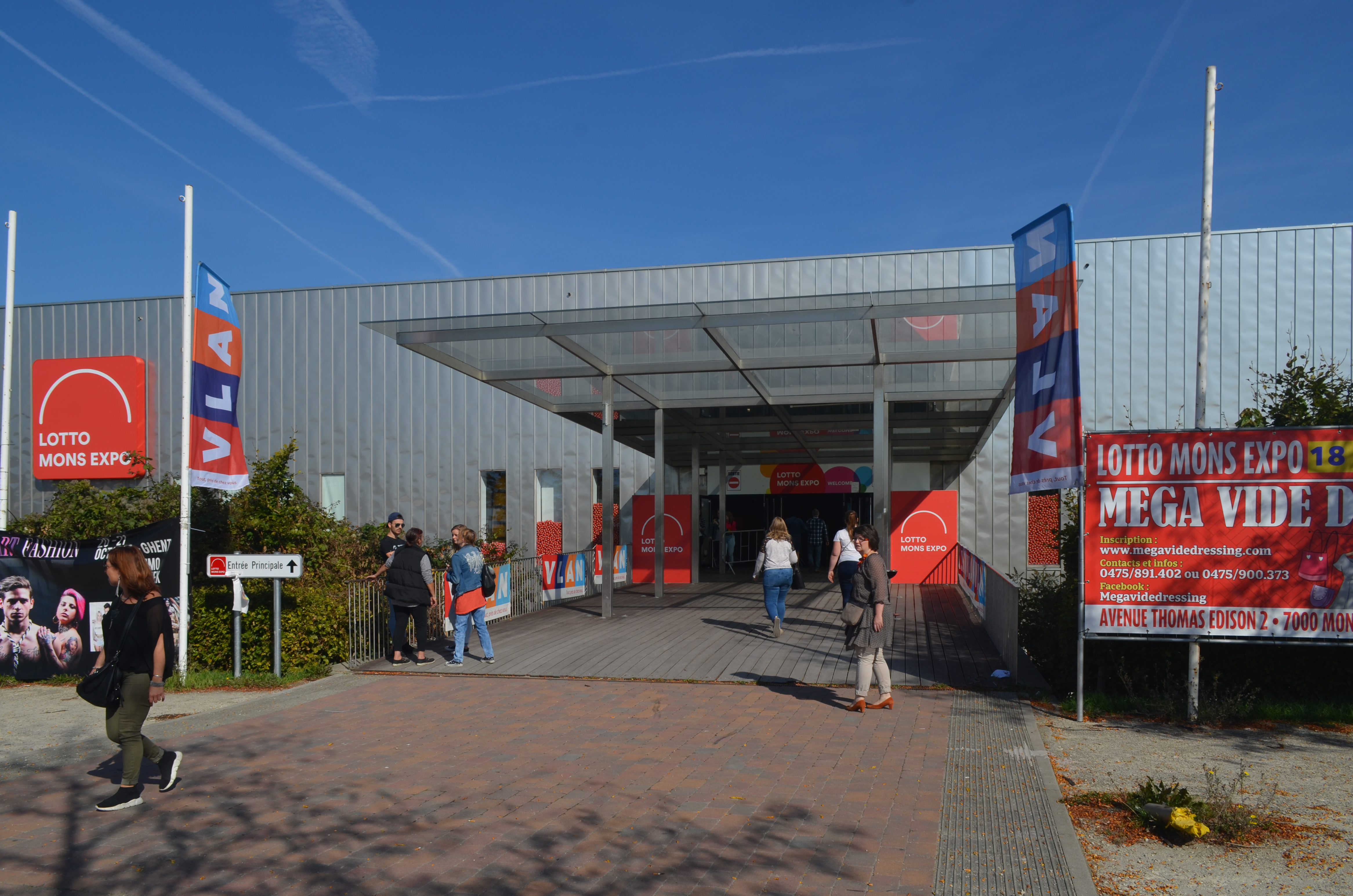
Entrée principale à l'avenue Abel Dubois.

Le hall, qui a la forme d’un demi cylindre argenté, a une surface totale utile d’environ 8 000 m² (L×l×H=166×63×21m). L’espace dispose de trois modules indépendants (2×2 100 m² et 1×3 850 m²) qui peuvent être groupés ou non en fonction des évènements organisés. Plusieurs évènements peuvent donc se dérouler simultanément. 
- Types d’exposition : 
  - Foires et expositions : foires commerciales, salons professionnels thématiques et/ou spécialisés, salons de produits et de services destinés au grand public, réunions d'information. Tous les 5 m², un kit associant une arrivée d'eau, une ligne téléphonique et du câblage électrique permettra aux stands les plus "high-tech" d'exposer leurs produits ou services.
  - Manifestations culturelles : grands concerts et spectacles nécessitant un seul espace couvert, soirées techno…). Le hall est équipé d'un faux-plafond acoustique en bacs d'aciers perforés. Il a été l'objet d'études acoustiques approfondies. La hauteur des arcs permet aussi la suspension d'éléments de scène si nécessaire.
  - Manifestations sportives : tennis, basket, volley, handball, tennis de table, moto-cross, patinage… Des vestiaires ont d'ailleurs été prévus à cet effet, afin d'accueillir les sportifs dans les meilleures conditions.

- Annexes au hall principal : 
  - Hall d'accueil : Un espace de 975 m² accueille le visiteur. Espace pratique pour y organiser la billetterie et le desk.
  - Les vestiaires : De part et d'autre de ce hall d'accueil, deux spacieux vestiaires sont aménagés.  Et pour pouvoir encadrer des manifestations sportives d'envergure, des vestiaires sportifs d'une surface de 270 m² pourront accueillir les athlètes dans les meilleures conditions.
  - Cafétéria : Présence d’un espace HORECA d'une capacité de 300 personnes et une cuisine équipée jouxtent le hall d'accueil.
  - Un espace conférence : Enfin, le hall est également équipé d'une salle de conférence de 360 m².

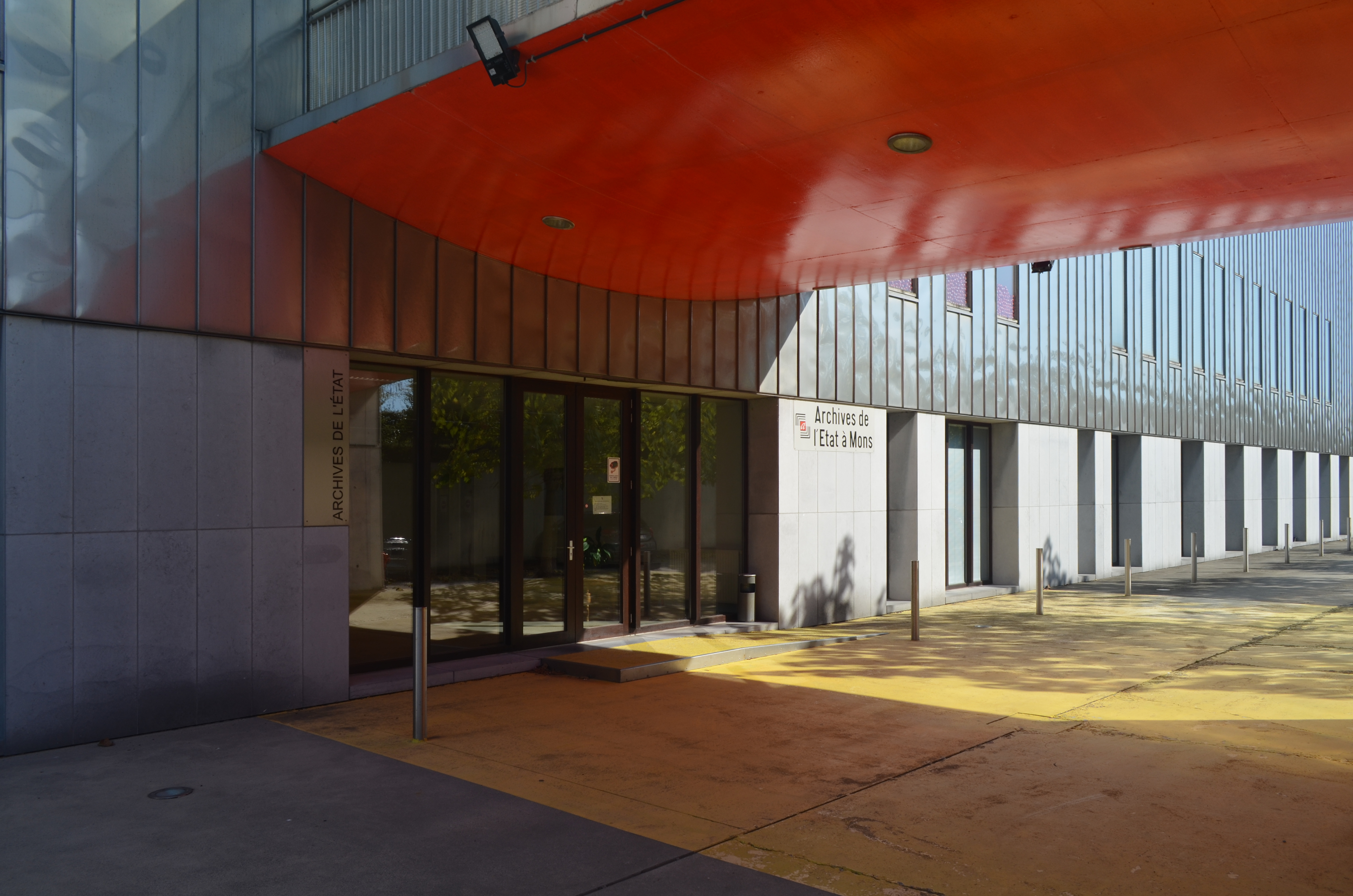
Accès aux Archives de l'État sous la passerelle d'accès au hall d'exposition.

Au sous-sol du hall d'exposition se trouvent les Archives de l'État. Les Archives de l'État à Mons conservent plus de 30 km d’archives et étendent leur ressort sur le territoire des anciens arrondissements judiciaires de Mons et de Charleroi. Une salle de lecture, ouverte au public, permet d'y consulter des kilomètres d'archives publiques d'Ancien Régime, d'archives publiques contemporaines (archives de la Cour d'Assises du Hainaut, des tribunaux, du gouvernement provincial, des administrations communales, etc.), d'archives notariales, archives d'institutions ecclésiastiques (couvents, abbayes, etc.) et d'archives privées (archives d'entreprises, d'associations, de familles ayant joué un rôle dans la vie sociétale) . On y trouve également de nombreuses sources généalogiques : registres paroissiaux (XVIe siècle-1796) et registres d’état civil (1796-1910) sur microfilms et en ligne, contrats de mariage, partages et testaments ou encore crayons généalogiques.